# E.N. Setälä
Emil Nestor "E.N." Setälä, född 27 februari 1864 i Kumo, död 8 februari 1935 i Helsingfors, finsk filolog, folklivsforskare, politiker, statsråd 1934.

## Biografi
Setälä var professor i finska språket och dess litteratur 1893–1929, kansler vid Åbo universitet från 1926, grundare av Suomen tutkimuslaitos och dess förste föreståndare 1930.
I sin doktorsavhandling tillämpade Setälä för första gången i finsk forskning den junggrammatiska riktningens metoder. Under 1888–1890 gjorde han studieresor till liverna, vepserna och voterna, och därefter började han sammanställa en jämförande fonetisk historia över de östersjöfinska språken. I Über Quantitätswechsel im Finnisch-Ugrischen (1896) presenterade han en stadieteori. Setälä organiserade undervisningen i finska till en universitetsnivå, och bildade en ny skola kring sig. Setälä var starkt påverkad av den danske språkforskaren Vilhelm Thomsen och gifte sig också 1913 med dennes dotter, Kirsti Thomsen.
Tillsammans med Kaarle Krohn redigerade han fr.o.m. 1901 tidskriften Finnisch-ugrische Forschungen. Tillsammans med Heikki Paasonen utredde han på ett avgörande sätt släktskapet mellan finsk-ugriska språk och samojediska språk. 
I sin forskning utgav han även folkdiktning såsom Sammon arvoitus (1932). 

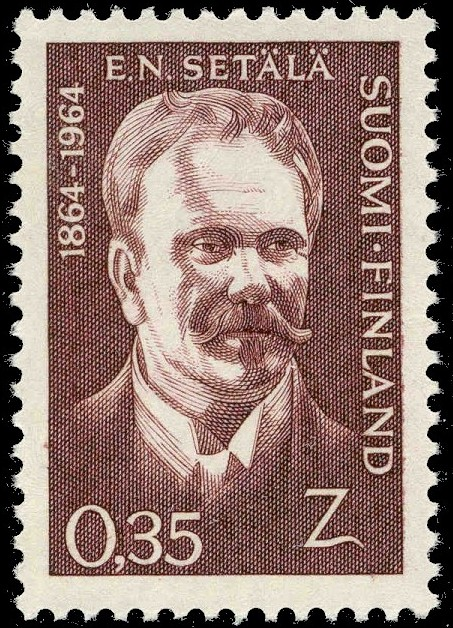
E.N. Setälä på ett frimärke från 1964

Under förryskningsperioderna anslöt sig Setälä till de konstitutionella ungfinnarna. Under striden om statsformen 1918 var han monarkist och anslöt sig till det konservativa samlingspartiet. Under ståndsriksdagens tid satt han mellan 1904 och 1906 i prästeståndet; han var riksdagsledamot fram till 1927. Han tillhörde P.E. Svinhufvuds senat 1917–18 och J.K. Paasikivis senat 1918; 1925 var han undervisningsminister, utrikesminister 1925–26 och Finlands ambassadör i Köpenhamn och Budapest 1927–30.
Setälä hade stort inflytande när Finlands ortodoxa kyrka fick den rättsliga ställning den har idag.
Den finska allmänheten känner honom som författaren till "Setälän kielioppi" (Setäläs grammatik), en finsk grammatik som utkom 1898 under namnet Suomen kielioppi och som i många decennier utnyttjades som lärobok i finländska skolor. Uttrycket "enligt Setäläs grammatik" innebär fortfarande en försäkran om att en sats är språkligt riktig. 
Han blev kommendör med stora korset av svenska Nordstjärneorden 1925 och ledamot av Kungl. Humanistiska vetenskapssamfundet i Lund 1925.
Åren 1891–1912 var han gift med författaren Helmi Krohn. Alexander Stubb är släkt med E.N. Setälä.
Han är begravd på Sandudds begravningsplats i Helsingfors.